# Titularbistum Petinessus
Petinessus (ital.: Petinesso) ist ein Titularbistum der römisch-katholischen Kirche. Es geht zurück auf ein früheres Bistum in der römischen Provinz Galatia in der heutigen Zentraltürkei, das der Kirchenprovinz Pessinus angehörte.
| Titularbischöfe von Petinessus |                            |                                                             |                   |                 |
| Nr.                            | Name                       | Amt                                                         | von               | bis             |
| 1                              | Compton Theodore Galton SJ | Apostolischer Vikar von Britisch-Guayana (Britisch-Guayana) | 4. Mai 1902       | 10. April 1931  |
| 2                              | Gaspare Schotte CICM       | Apostolischer Vikar von Ningxia (China)                     | 14. Dezember 1931 | 13. Januar 1944 |
| 3                              | Victor Frederick Foley SM  | Apostolischer Vikar der Fidschi-Inseln (Fidschi)            | 11. Mai 1944      | 21. Juni 1966   |